# Eriòpode

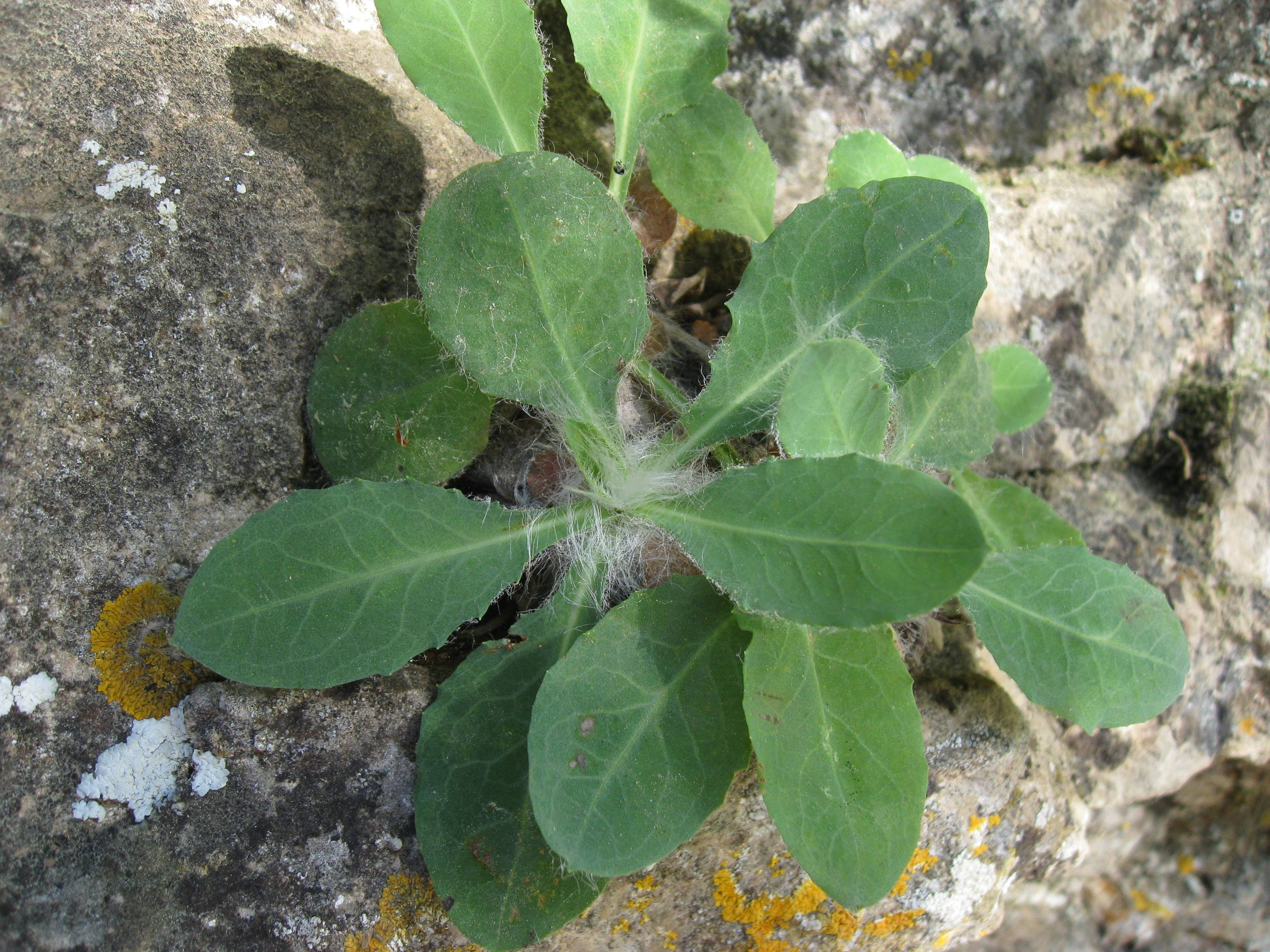
Hieracium laniferum Cav., una planta eriòpoda

En botànica s'anomenen eriòpodes les plantes que durant algun temps del seu desenvolupament tenen al centre de les fulles basals una borra llanosa més o menys densa, i gimnòpodes les que no. Ocorre especialment en algunes espècies de hieracis.